# Зоран Каделбург
Зоран Каделбург (Вршац, 13. новембар 1950) српски је математичар и универзитетски професор. Он је редовни је професор на Катедри за реалну и функционалну анализу на Математичком факултету у Београду.

## Биографија
Рођен је 13. новембра 1950. године у Вршцу. Отац му је био Лавослав Каделбург. Био је уписник прве генерације Математичке гимназије, где је 1968. године, на десетој Међународној математичкој олимпијади у Москви, освојио бронзану медаљу. Дипломирао је на Природно-математичком факултету у Београду 1973, а магистрирао 1976. са темом Не-локално конвексни линеарни тополошки простори. Докторску дисертацију Асимптотика спектралне функције диференцијалних оператора одбранио је 1980. године на истом факултету.
Школску 1978/79. годину провео је на специјализацији на Московском државном универзитету (МГУ) под руководством академика В. А. Садовничија.
Ради на Математичком факултету од 1975. године. Напредовање у служби: асистент-приправник 1975, асистент 1978, доцент 1982, ванредни професор 1989, редовни професор 1994.
Објавио је (самостално или као коаутор) 22 научна и 22 стручна рада. Важнији уџбеници и монографије: 
- Математичка анализа I (са Д. Аднађевићем), шесто издање, Математички факултет, Београд 2003;
- Математичка анализа II (са Д. Аднађевићем), треће издање, „Наука“, Београд 2001;
- Subspaces and quotients of topological and ordered vector spaces (са С. Раденовићем) (срп. Потпростори и количници тополошких и уређених векторских простора), Institute of Mathematics, Нови Сад 1997;
- девет средњошколских уџбеника.

Учествовао је са саопштењима на 4 домаће и 7 међународних конференција. Референт је часописа Mathematical Reviews и Zentralblatt für Mathematik.
Предавао је (и предаје) Математичку анализу I и II, Линеарну алгебру и Математику I и II (за студенте физике и механике), као и специјалне курсеве Линеарни тополошки простори и Спектрална теорија оператора. Предаје у Математичкој гимназији у Београду.
Важније дужности и функције на Факултету: председник Савета Одсека за математику, механику и астрономију, секретар и управник Института за математику, продекан (1994/95) и декан (1995 — 1998. и 2001 — 2002) Математичког факултета.
Члан је Друштва математичара Србије (председник тог Друштва 1991 — 1995, 1999 — 2001, и 2010-) и Америчког математичког друштва (AMS). Председник Савеза друштава математичара Југославије (одн. Србије и Црне Горе) од 2001. Председник Републичке и Савезне комисије за младе математичаре. Члан Жирија Међународне математичке олимпијаде и председник Жирија Балканске математичке олимпијаде 1994. и 2001. године. Секретар, а од 1994. године главни и одговорни уредник часописа Математички весник. Делегат Националног комитета за математику Југославије у Међународној математичкој унији (ММУ, 1998).